# Камски поляни
Камски поляни (на татарски: Кама Аланы, на руски: Камские Поляны) е селище от градски тип, разположено в Нижнекамски район, Татарстан. Населението му към 1 януари 2018 година е 15 239 души.

## История
Селището е споменато през 18 век, през 1981 година става селище от градски тип.